# Nils Karlsson
Nils Emanuel Karlsson (Östnor, 25 juni 1917 - Mora, 16 juni 2012) was een Zweeds langlaufer.

## Carrière
Karlsson won een recordaantal van negen keer de langste langlaufwedstrijd de Wasaloop. Karsson won tijdens de Winterspelen van 1948 de gouden medaille op de 50 kilometer.

## Belangrijkste resultaten

#### Olympische Winterspelen
| Editie | Plaats       | Resultaten        |
| ------ | ------------ | ----------------- |
| 1948   | Sankt Moritz | 5e 18 km · 50 km  |
| 1952   | Oslo         | 5e 18 km 6e 50 km |

### Wereldkampioenschappen langlaufen
| Jaar | Plaats       | Resultaten        |
| ---- | ------------ | ----------------- |
| 1948 | Sankt Moritz | 5e 18 km · 50 km  |
| 1950 | Lake Placid  | 50 km             |
| 1952 | Oslo         | 5e 18 km 6e 50 km |